# Liam Millar
Liam Millar (Toronto, 1999. szeptember 27. –) kanadai válogatott labdarúgó, az angol Hull City csatára.

## Pályafutása

### Klubcsapatokban
Millar a kanadai Toronto városában született. Az ifjúsági pályafutását a Brampton és a North Mississauga csapataiban kezdte, majd az angol Fulham és a Liverpool akadémiájánál folytatta.
2019-ben mutatkozott be a Liverpool első osztályban szereplő felnőtt csapatában, ahol mindössze csak egy kupamérkőzésen szerepelt. 2019 januárjában egy évre a skót Kilmarnockhoz szerződött. Először a 2019. február 1-jei, Heart of Midlothian elleni mérkőzés 78. percében Greg Taylor cseréjeként lépett pályára. Első gólját 2019. március 11-én, a St. Mirren ellen 1–0-ra megnyert találkozón szerezte. A 2020–21-es szezon második felében a harmadosztályú Charlton Athletic csapatát erősítette.
2021. július 8-án négyéves szerződést kötött a svájci Basel együttesével. Július 25-én, a Grasshoppers ellen 2–0-ra megnyert mérkőzés 72. percében Valentin Stockert váltva debütált.
2023. szeptember 1-én bejelentették, hogy a Preston North End együtteséhez kerül egy 1 éves kölcsönszerződés keretein belül.
2024. augusztus 9-én hároméves szerződést kötött a Hull City AFC csapatával.

### A válogatottban
Millar az U20-as és az U21-es korosztályokban is képviselte Kanadát.
2018-ban debütált a kanadai válogatottban. Először 2018. március 24-én, Új-Zéland ellen 1–0-ra megnyert barátságos mérkőzésen lépett pályára.
2024 júniusában bekerült a 2024-es Copa Américára készülő kanadai keretbe.

## Statisztika
2024. augusztus 24. szerint.

| Klub                           | Szezon   | Bajnokság            | Bajnokság | Bajnokság | Kupa  | Kupa  | Nemzetközi | Nemzetközi | Összesen | Összesen |
| Klub                           | Szezon   | Bajnokság            | Mérk.     | Gólok     | Mérk. | Gólok | Mérk.      | Gólok      | Mérk.    | Gólok    |
| ------------------------------ | -------- | -------------------- | --------- | --------- | ----- | ----- | ---------- | ---------- | -------- | -------- |
| Kilmarnock (kölcsönben)        | 2018–19  | Scottish Premiership | 13        | 1         | 1     | 0     | 0          | 0          | 14       | 1        |
| Kilmarnock (kölcsönben)        | 2019–20  | Scottish Premiership | 20        | 1         | 2     | 0     | 0          | 0          | 22       | 1        |
| Liverpool                      | 2019–20  | Premier League       | 0         | 0         | 1     | 0     | 0          | 0          | 1        | 0        |
| Charlton Athletic (kölcsönben) | 2020–21  | League One           | 27        | 2         | 0     | 0     | 0          | 0          | 27       | 2        |
| Basel                          | 2021–22  | Swiss Super League   | 31        | 7         | 2     | 1     | 12         | 2          | 45       | 10       |
| Basel                          | 2022–23  | Swiss Super League   | 26        | 0         | 4     | 0     | 16         | 1          | 46       | 1        |
| Basel                          | 2023–24  | Swiss Super League   | 4         | 0         | 1     | 2     | 1          | 0          | 6        | 2        |
| Preston North End              | 2023–24  | Championship         | 35        | 5         | 1     | 0     | —          | —          | 36       | 5        |
| Hull City                      | 2024–25  | Championship         | 3         | 0         | 1     | 0     | —          | —          | 4        | 0        |
| Összesen                       | Összesen | Összesen             | 159       | 16        | 13    | 3     | 29         | 3          | 201      | 22       |

### A válogatottban
| Válogatott | Év       | Pályára lépés | Gól |
| ---------- | -------- | ------------- | --- |
| Kanada     | 2018     | 4             | 0   |
| Kanada     | 2019     | 4             | 0   |
| Kanada     | 2021     | 6             | 0   |
| Kanada     | 2022     | 3             | 0   |
| Kanada     | 2023     | 7             | 1   |
| Kanada     | 2024     | 8             | 0   |
| Összesen   | Összesen | 32            | 1   |

#### Góljai a válogatottban
| # | Időpont         | Helyszín                                                 | Ellenfél | Gólok | Eredmény | Kiírás                     |
| - | --------------- | -------------------------------------------------------- | -------- | ----- | -------- | -------------------------- |
| 1 | 2023. július 4. | Shell Energy Stadion, Houston, Amerikai Egyesült Államok | Kuba     | 4–1   | 4–2      | 2023-as CONCACAF-aranykupa |